# Liste der Biografien/Brou
Liste der Biografien |
Portal Biografien |
Personensuche
# |
A |
B |
C |
D |
E |
F |
G |
H |
I |
J |
K |
L |
M |
N |
O |
P |
Q |
R |
S |
T |
U |
V |
W |
X |
Y |
Z |
?
 
Ba |
Be |
Bd |
Bg |
Bh |
Bi |
Bj |
Bl |
Bm |
Bn |
Bo |
Br |
Bs |
Bu |
Bw |
By |
Bz
 
Bra |
Brc |
Brd |
Bre |
Brg |
Bri |
Brj |
Brk |
Brl |
Brn |
Bro |
Brp–Brt |
Bru |
Brv |
Bry |
Brz
 
Broa |
Brob |
Broc |
Brod |
Broe |
Brof |
Brog |
Broh |
Broi |
Broj |
Brok |
Brol |
Brom |
Bron |
Broo |
Brop |
Broq |
Bror |
Bros |
Brot |
Brou |
Brov |
Brow |
Brox |
Broy |
Broz
Die Liste der Biografien führt alle Personen auf, die in der deutschsprachigen Wikipedia einen Artikel haben. Dieses ist eine Teilliste mit 144 Einträgen von Personen, deren Namen mit den Buchstaben „Brou“ beginnt.

## Brou
- Brou Apanga, Moïse (1982–2017), gabunischer Fußballspieler
- Brou, Alexandre (1862–1947), französischer katholischer Theologe

### Broua
- Brouardel, Paul (1837–1906), französischer Rechtsmediziner und Hochschullehrer

### Brouc
- Broucek, Peter (1938–2023), österreichischer Historiker und Archivar
- Broucher, David Stuart (* 1944), britischer Botschafter
- Brouchoven, Jan van (1644–1725), Staatsmann in den spanischen Niederlanden
- Brouckaert, Hedwig (* 1973), belgische Bildhauerin und Zeichnerin

### Broud
- Broude, Norma (* 1941), US-amerikanische Kunsthistorikerin und Professor emerita
- Broudie, Ian (* 1958), englischer Popmusiker und MusikproduzentIan Broudie (* 1958)

Ian Broudie (* 1958)

- Broudre, Franz Max (1852–1907), böhmischer Rechtsanwalt, Stadtratsmitglied, stellvertretender Bürgermeister, Sparkassendirektor und Bezirksobmann (Kommunalpolitiker)
- Broudré-Gröger, Joachim (* 1944), deutscher Diplomat

### Broue
- Broué, Michel (* 1946), französischer Mathematiker
- Broué, Pierre (1926–2005), französischer Schriftsteller, Trotzkist, Historiker
- Brouër, Birgit (* 1962), deutsche Bildungsforscherin
- Brouër, Dirk (1945–2016), deutscher Verwaltungsjurist, Direktor des Bundesrates
- Brouet, Auguste (1872–1941), französischer Graphiker der Moderne

### Broug
- Brough, Brian (* 1975), US-amerikanischer Regisseur und Produzent
- Brough, Charles Hillman (1876–1935), US-amerikanischer Politiker
- Brough, Danny (* 1983), schottischer Rugby-League-Spieler
- Brough, George (1890–1970), britischer Pilot, Motorradrennfahrer, Weltrekordhalter, Motorradhersteller, Schriftsteller und Schauspieler
- Brough, Gregory (1951–2014), australischer Schwimmer
- Brough, James († 1988), britischer Paläontologe
- Brough, John (1811–1865), US-amerikanischer Politiker
- Brough, Louise (1923–2014), US-amerikanische Tennisspielerin
- Brougham, Henry (1888–1923), britischer Racketsspieler
- Brougham, Henry, 1. Baron Brougham and Vaux (1778–1868), britischer Schriftsteller, Anwalt, Wissenschaftler, Politiker, Mitglied des House of Commons und Gegner der Sklavenhaltung
- Brougham, John (1814–1880), britischer Schauspieler und Dramatiker
- Brougham, Julie (1954–2021), neuseeländische Dressurreiterin
- Brougham, Michael, 5. Baron Brougham and Vaux (1938–2023), britischer Peer und Politiker (Conservative Party)
- Broughan, Tommy (* 1947), irischer Politiker
- Broughton, Ada (1879–1934), englisch-britische Frauenwahlrechtsaktivistin, Abstinenzlerin und Kommunalpolitikerin
- Broughton, Bruce (* 1945), US-amerikanischer Filmmusikkomponist
- Broughton, Edgar (* 1947), englischer Sänger und Gitarrist
- Broughton, J. Melville (1888–1949), US-amerikanischer Politiker
- Broughton, Jack (1704–1789), englischer Boxer und Regelgeber des Boxsports
- Broughton, Jock Delves (1883–1942), britischer Adliger und Offizier
- Broughton, John (* 1952), australischer Amateurastronom
- Broughton, Karl (* 1971), englischer Snookerspieler
- Broughton, Rhoda (1840–1920), walisische UnterhaltungsschriftstellerinRhoda Broughton (1840–1920)

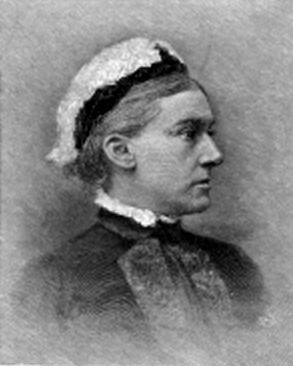
Rhoda Broughton (1840–1920)

- Broughton, Robert (1900–1993), kanadischer Altertumswissenschaftler
- Broughton, T. Alan (1936–2013), US-amerikanischer Dichter, Romanautor und Amateurpianist
- Broughton, Thomas († 1487), englischer Ritter
- Broughton, Thomas († 1737), britischer Politiker, Gouverneur der Province of South Carolina
- Broughton, William (1788–1853), australischer anglikanischer Geistlicher und Politiker, Mitglied des Parlaments, Bischof von Sydney und Primat der Anglican Church of Australia
- Broughton, William Robert (1762–1821), britischer Marineoffizier
- Brougier, Adolph (1844–1934), deutscher Kaufmann und Lebensmittelunternehmer sowie königlich-bayerischer Geheimer Kommerzienrat

### Brouh
- Brouha, Lucien (1899–1968), belgischer Ruderer

### Broui
- Brouillard, Lou (1919–1984), kanadischer Boxer
- Brouillet, Henri († 2010), kanadischer Mediziner
- Brouillet, Lalie (* 2000), französische Handball- und Beachhandballspielerin
- Brouillette, Dan (* 1962), US-amerikanischer Politiker der Republikanischen Partei und Unternehmer
- Brouillette, Julien (* 1986), kanadischer Eishockeyspieler

### Brouk
- Brouka, Iwan (* 1980), belarussischer Handballspieler
- Broukal, Josef (* 1946), österreichischer Journalist und Politiker (SPÖ), Abgeordneter zum Nationalrat

### Broul
- Brouleau, Lou (* 1995), französische Tennisspielerin
- Broulis, Pascal (* 1965), Schweizer Politiker (FDP)

### Broum
- Broumis, Oliver (* 1965), deutscher SchauspielerOliver Broumis (* 1965)

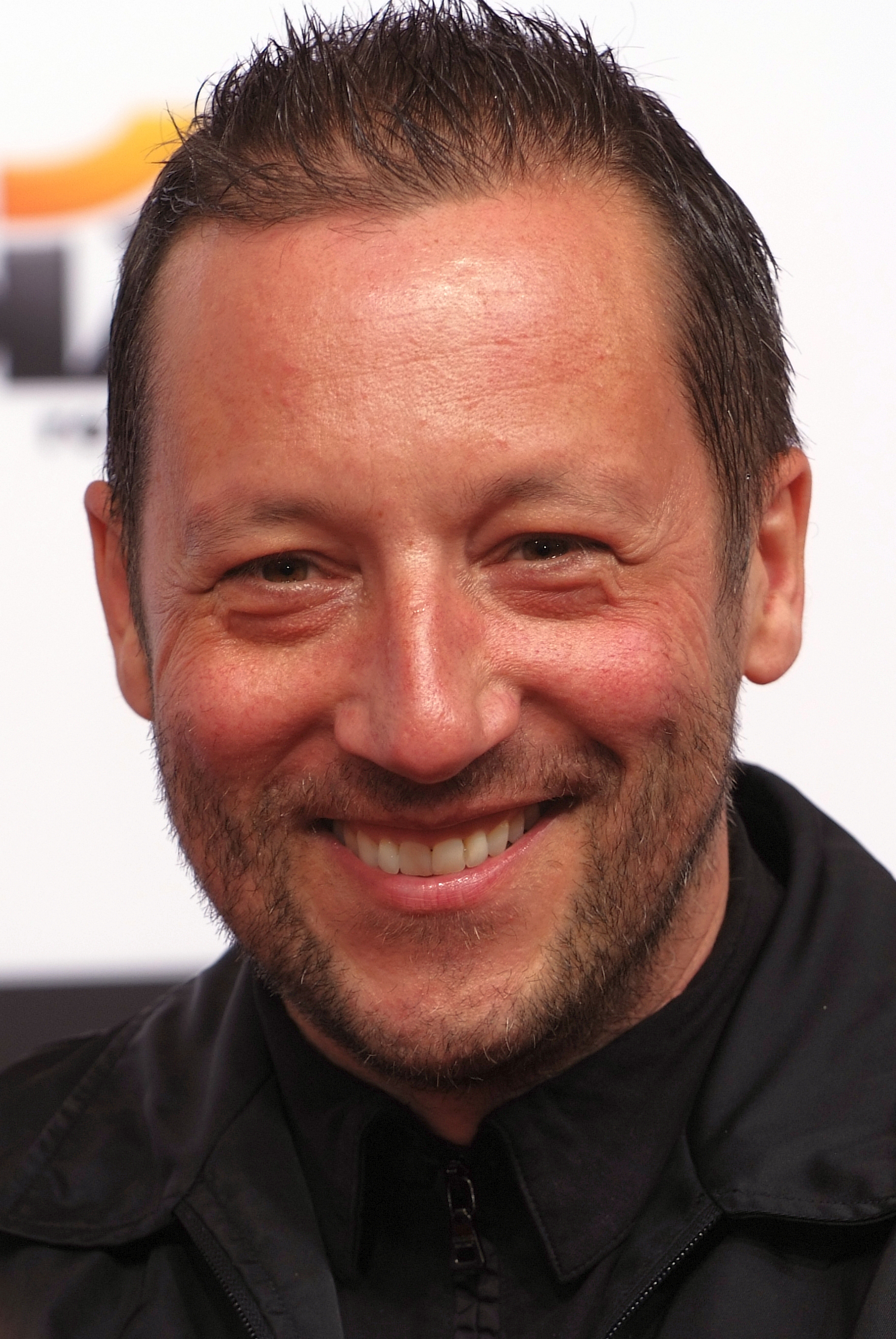
Oliver Broumis (* 1965)

### Broun
- Broun, Heywood (1888–1939), US-amerikanischer Sportjournalist und Kritiker
- Broun, Howard, neuseeländischer Squash- und Tennisspieler
- Broun, John Allan (1817–1879), britischer Meteorologe und Geophysiker
- Broun, Jorge (* 1986), argentinischer Fußballspieler
- Broun, Paul (* 1946), US-amerikanischer Politiker
- Broun, Wayne (* 1952), schottischer Clan Chief
- Broun-Ramsay, James, 1. Marquess of Dalhousie (1812–1860), britischer Politiker, Mitglied des House of Commons und Vizekönig von Indien
- Brouncker, William, 2. Viscount Brouncker (1620–1684), irischer Mathematiker; Gründer und erster Präsident der Royal Society in London
- Brounéus, Kristina (* 1974), schwedische Biathletin
- Brounoff, Platon Gregoriewitch (1863–1924), Dirigent, Arrangeur und Komponist jiddischer Musik

### Brouq
- Brouquier, Véronique (* 1957), französische Florettfechterin und Archäologin

### Brous
- Brousek, Antonín (1941–2013), tschechischer Dichter und Literaturkritiker
- Brousek, Antonín (* 1962), deutscher Übersetzer, Jurist und Politiker (AfD, parteilos), MdA
- Brousek, Ludwig (1908–1974), österreichischer Fußball-Nationalspieler
- Brousek, Ondřej (* 1981), tschechischer Schauspieler, Musiker und Komponist
- Brousek, Otakar junior (* 1957), tschechischer Schauspieler
- Brousek, Otakar senior (1924–2014), tschechischer Schauspieler und Synchronsprecher
- Brousek, Richard (1931–2015), österreichischer Fußballnationalspieler
- Broussais, François (1772–1838), französischer Mediziner
- Broussard, Edwin S. (1874–1934), US-amerikanischer Politiker
- Broussard, Grace (* 1939), US-amerikanische Sängerin
- Broussard, Hugues (1934–2019), französischer Schwimmer
- Broussard, Israel (* 1994), US-amerikanischer SchauspielerIsrael Broussard (* 1994)

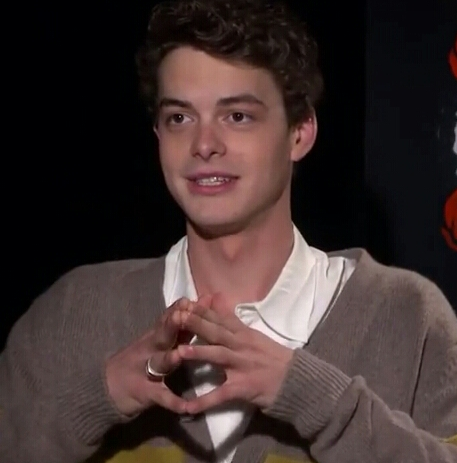
Israel Broussard (* 1994)

- Broussard, Robert F. (1864–1918), US-amerikanischer Politiker (Demokratische Partei)
- Brousse, François (1913–1995), französischer Philosophieprofessor und Autor
- Brousse, Jeanne (1921–2017), französische Widerstandskämpferin, Gerechte unter den Völkern
- Brousse, Paul (1844–1912), sozialistischer französischer Politiker und als Hauptfigur der Possibilisten
- Brousse, Paul (* 1983), französischer Radrennfahrer
- Brousse, Robert (1929–2010), französischer Geologe, Petrograph und Vulkanologe
- Brousseau, Guy (1933–2024), französischer Mathematikdidaktiker
- Broussier, Jean-Baptiste (1766–1814), französischer General
- Brousson, Claude (1647–1698), französischer evangelischer Theologe und Märtyrer
- Broussonet, Pierre Marie Auguste (1761–1807), französischer Arzt, Naturforscher und Zoologe
- Broustal, Sophie (* 1967), französische Schauspielerin

### Brout
- Brout, Robert (1928–2011), US-amerikanisch-belgischer Physiker
- Brouthers, Dan (1858–1932), US-amerikanischer Baseballspieler
- Broutier, Rémi (* 2000), französischer Biathlet
- Broutin, Aurore (* 1982), französische Schauspielerin
- Broutin, Clément (1851–1889), französischer Komponist

### Brouw
- Brouwenstijn, Gré (1915–1999), niederländische Sopranistin
- Brouwer Lapeiretta, Ninón de (1907–1989), dominikanische Komponistin
- Brouwer, Adriaen, flämischer MalerAdriaen Brouwer

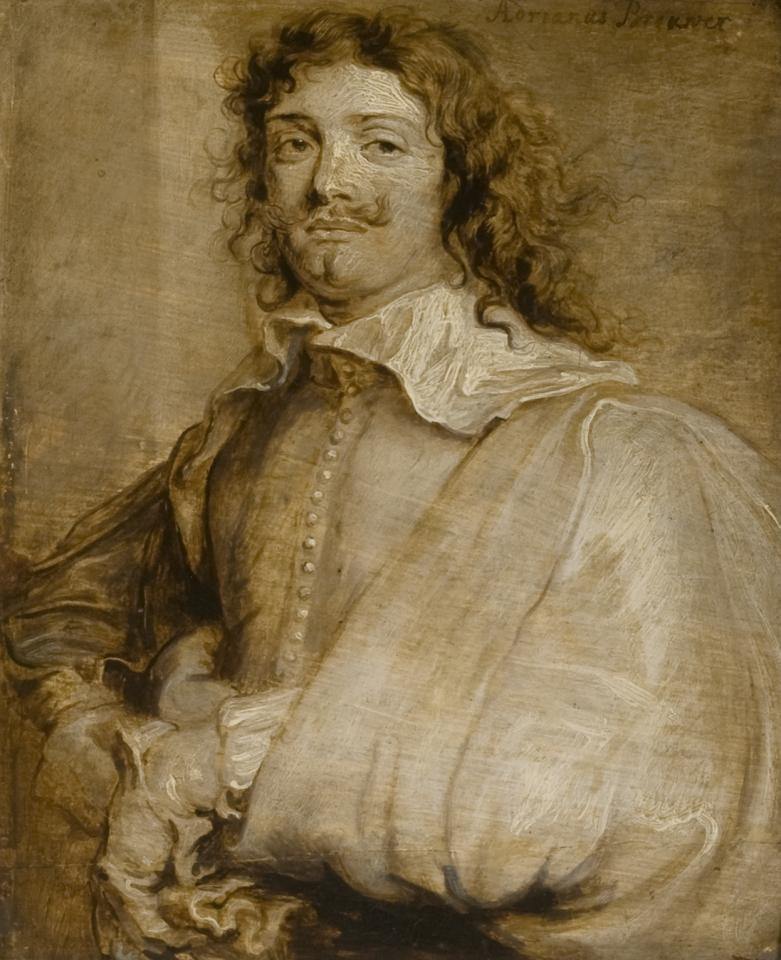
Adriaen Brouwer

- Brouwer, Alexander (* 1989), niederländischer Beachvolleyballspieler
- Brouwer, Andries (* 1951), niederländischer Mathematiker und Informatiker
- Brouwer, Anthonius (1827–1908), niederländischer Kirchenmaler, Lithograf und Zeichner
- Brouwer, Antoinette (1894–1969), niederländische Malerin
- Brouwer, Bernardus (1881–1949), niederländischer Neurologe und Hochschullehrer
- Brouwer, Bertha (1930–2006), niederländische Sprinterin
- Brouwer, Bregje de (* 1999), niederländische Synchronschwimmerin
- Brouwer, Carolijn (* 1973), niederländisch-belgische Seglerin
- Brouwer, Christoph (1559–1617), deutscher Jesuit und Historiker
- Brouwer, Cornelis (1634–1681), niederländischer Maler
- Brouwer, Dirk (1902–1966), niederländisch-US-amerikanischer Astronom
- Brouwer, Gijs (* 1996), niederländischer Tennisspieler
- Brouwer, Hendrik († 1643), niederländischer Seefahrer und Generalgouverneur von Niederländisch-Indien
- Brouwer, Hendrik Albertus (1886–1973), niederländischer Geologe und Paläontologe
- Brouwer, Hubertus (1919–1980), niederländischer Maler, Grafiker, Glas-, Mosaik- und Keramikkünstler
- Brouwer, Ina (* 1950), niederländische Politikerin
- Brouwer, Joëlle De (* 1950), französische Mittel- und Langstreckenläuferin
- Brouwer, Johan (1898–1943), niederländischer Autor, Romanist, Hispanist, Übersetzer und Widerstandskämpfer
- Brouwer, Leo (* 1939), kubanischer klassischer Gitarrist und KomponistLeo Brouwer (* 1939)

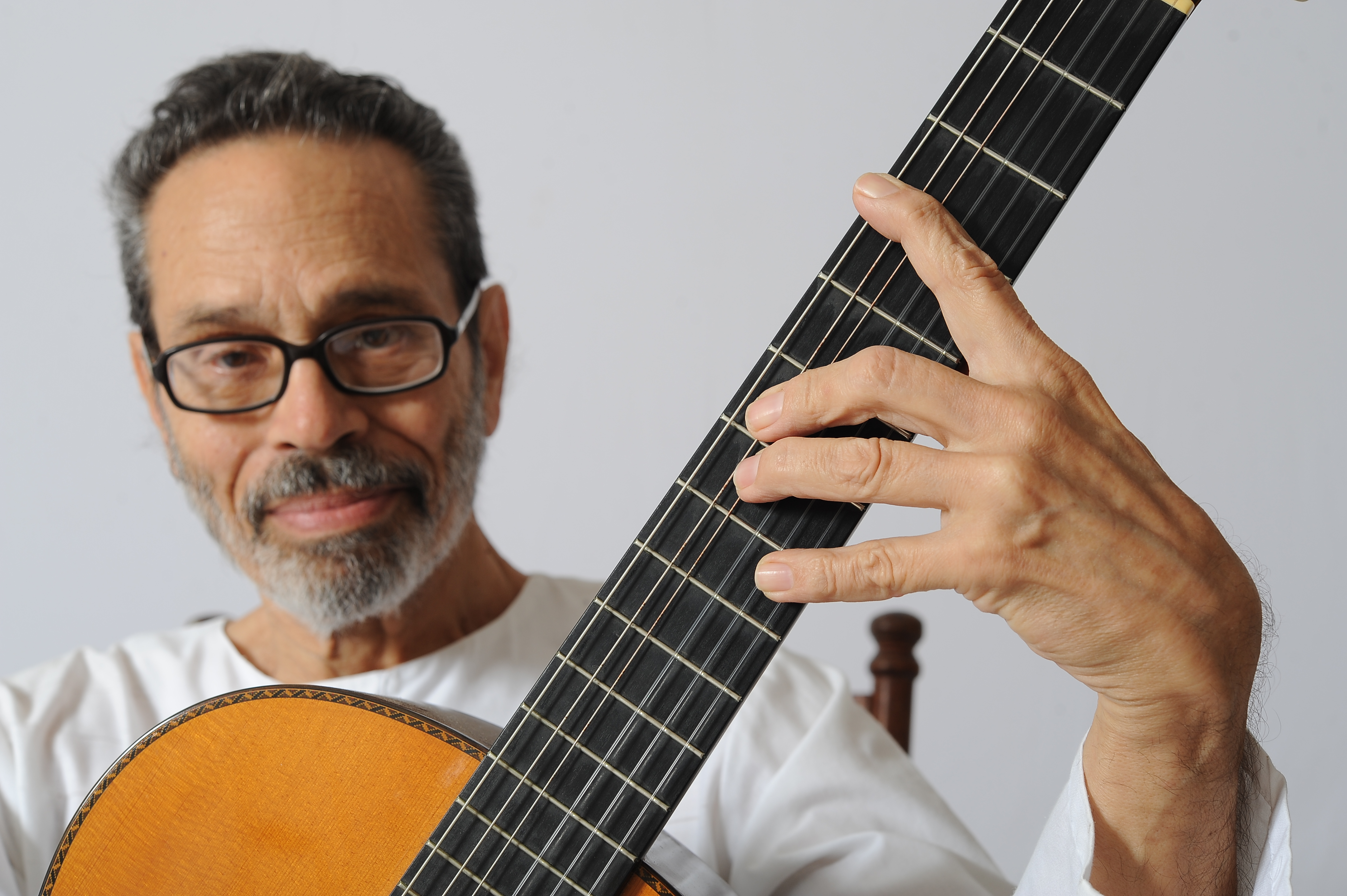
Leo Brouwer (* 1939)

- Brouwer, Luitzen Egbertus Jan (1881–1966), niederländischer Mathematiker
- Brouwer, Matthijs (* 1980), niederländischer Hockeyspieler
- Brouwer, Noortje de (* 1999), niederländische Synchronschwimmerin
- Brouwer, Otto-Theodor (1906–1983), deutscher Kaufmann und Politiker (DP, GDP, NPD). MdBB
- Brouwer, Piet (* 1971), niederländischer Physiker
- Brouwer, Piet de (1880–1953), niederländischer Bogenschütze
- Brouwer, Ronald (* 1979), niederländischer Hockeyspieler
- Brouwer, Ruth (1930–2020), niederländische Bildhauerin, Medailleurin und Zeichnerin
- Brouwer, Sigmund (* 1959), kanadischer Science-Fiction- und Fantasyautor
- Brouwer, Tibor (* 1985), deutscher Opernsänger (Bariton)
- Brouwer, Tiemen (1916–1977), niederländischer Bauernfunktionär und Politiker (KVP)
- Brouwer, Tiffany (* 1984), US-amerikanische Schauspielerin, Synchronsprecherin und Model
- Brouwer, Troy (* 1985), kanadischer Eishockeyspieler
- Brouwer, Walther (1895–1979), deutscher Pflanzenbauwissenschaftler
- Brouwer, Wouter (1882–1961), niederländischer Fechter
- Brouwers, Dolf (1912–1997), niederländischer Operettensänger, Komiker
- Brouwers, Eef (1939–2018), niederländischer Journalist und Beamter
- Brouwers, Hermann (* 1900), deutscher Funktionär
- Brouwers, Jeroen (1940–2022), niederländischer Journalist und Schriftsteller
- Brouwers, Johnny (* 1930), belgischer Jazzmusiker
- Brouwers, Roel (* 1981), niederländischer FußballspielerRoel Brouwers (* 1981)

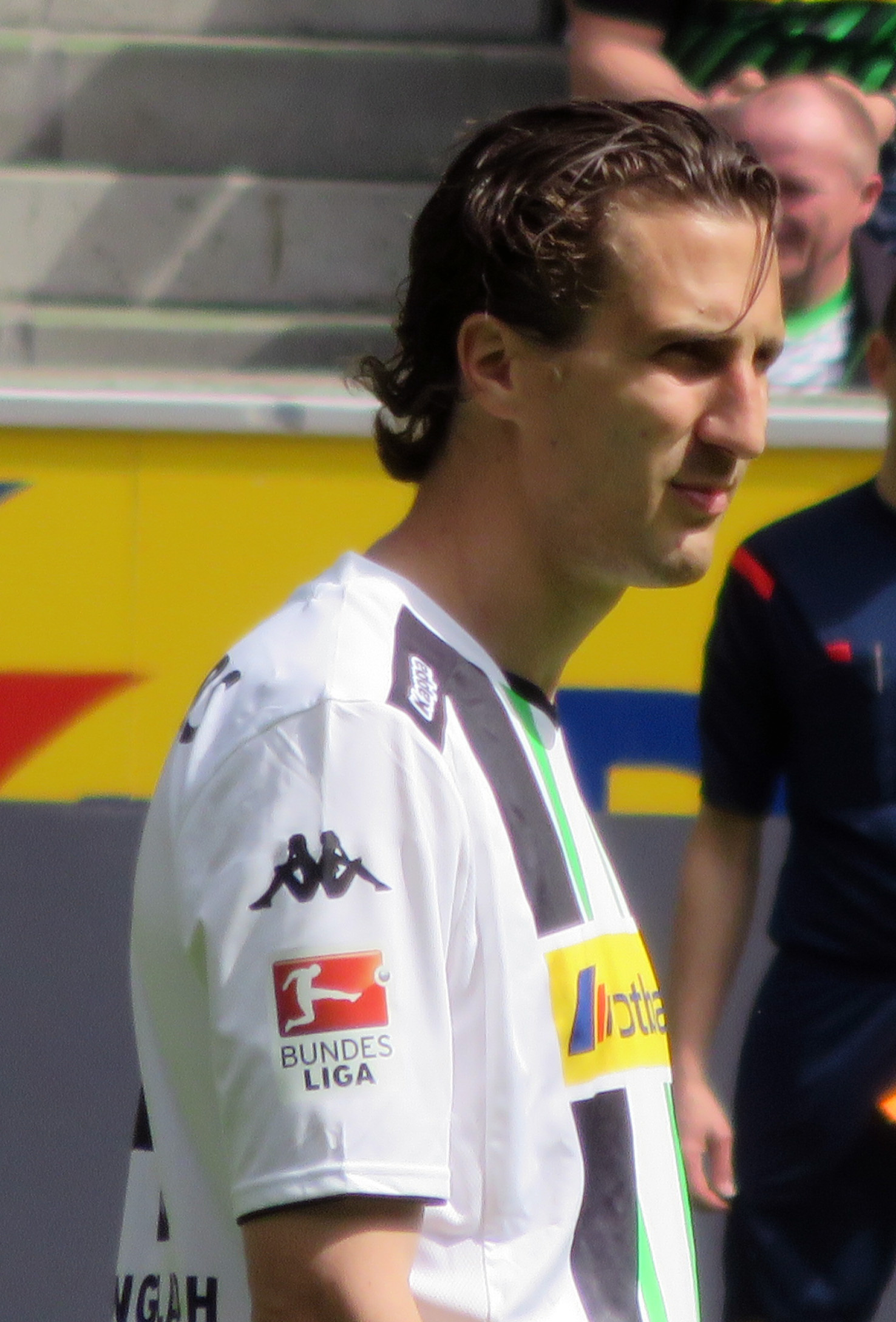
Roel Brouwers (* 1981)

- Brouwers, Wilhelmus (* 1949), niederländischer Radrennfahrer
- Brouwet, Nicolas (* 1962), französischer Geistlicher, römisch-katholischer Bischof von Nîmes
- Brouwn, Stanley (1935–2017), niederländischer Konzeptkünstler

### Brouz
- Brouzes, Jean-Marcel (* 1953), französischer Radrennfahrer
- Brouzes, Niels (* 1981), französischer Radrennfahrer